# Pietro VI di Alessandria (copto)
Papa Pietro IV o Abba Petros VI (in arabo بطرس_السادس_; Asyūṭ, ... – Egitto, 2 aprile 1726) è stato un vescovo cristiano orientale egiziano, 104º papa della Chiesa ortodossa copta.
Si chiamava Morgan, ed era nato ad Asyūṭ. Desiderava ardentemente la vita monastica, quindi si unì al monastero di Sant'Antonio, dove venne ordinato presbitero per mano di Giovanni XVI.
Dopo la morte di papa Giovanni XVI, fu eletto un patriarca della Sede di San Marco il 17 misra 1434 del calendario copto (21 agosto 1718), e ciò avvenne all'epoca del sultano Ahmed III.
Morì nel 1726.